# Рамос, Омар
Хулиан Омар Рамос Суарес (исп. Julián Omar Ramos Suárez; род. 26 января 1988, Санта-Крус-де-Тенерифе) — испанский футболист, полузащитник клуба «Раджастхан Юнайтед».

## Клубная карьера
Рамос — воспитанник «Тенерифе». Впервые в майке клуба он вышел на поле в официальном матче в 2006 году во втором дивизионе испанского первенства.
До 2012 года Рамос так и не сумел попробовать свои силы в Пример. Он постоянно находился в аренде в клубах Сегунды, пока в сезоне 2012/13 его не взял в аренду «Реал Вальядолид», вернувший себе место в элите испанского клубного футбола. В июле 2013 Омар Рамос подписал контракт с «Вальядолидом». Контракт был подписан до 2017 года.
4 августа 2015 Омар Рамос подписал годичный контракт с клубом «Леганес».
4 декабря 2018 года в качестве свободного агента на 2.5 года подписал контракт с клубом «Реал Овьедо». 29 января 2020 присоединился к команде «Понферрадина».

## Карьера за сборную
Рамос сыграл свой единственный матч за молодёжную сборную Испании 17 ноября 2009 года, сыграв последние 16 минут в гостевой игре квалификации на чемпионат Европы 2011 против Нидерландов. 